# Aramayis Yepiskoposyan
Aramayis Yepiskoposyan (27 settembre 1968) è un ex calciatore armeno, di ruolo centrocampista.

## Carriera

### Club
Ha giocato nella massima serie sovietica, russa e kazaka.

### Nazionale
Con la Nazionale armena ha giocato 2 partite nel 1997.